# Liriomyza temperata
Liriomyza temperata är en tvåvingeart som beskrevs av Spencer 1986. Liriomyza temperata ingår i släktet Liriomyza och familjen minerarflugor.
Artens utbredningsområde är North Carolina. Inga underarter finns listade i Catalogue of Life.